# Ferdinand Havlík
Ferdinand Havlík (17. června 1928 Brno – 28. října 2013 Praha) byl český klarinetista, hudební aranžér, skladatel, kapelník, dirigent divadelního orchestru, příležitostný filmový herec a spoluzakladatel Divadla Semafor. Jednalo se o dlouholetého hudebního aranžéra a kapelníka Orchestru Divadla Semafor, spolupracovníka Jiřího Suchého a Eugena Jegorova. V tomto divadle byl autorem hudby mimo jiné k úspěšné hře Kytice. Byl swingovým a jazzovým klarinetistou, který se velmi dobře uplatnil i jako sólista.